# Kloster Ostrog

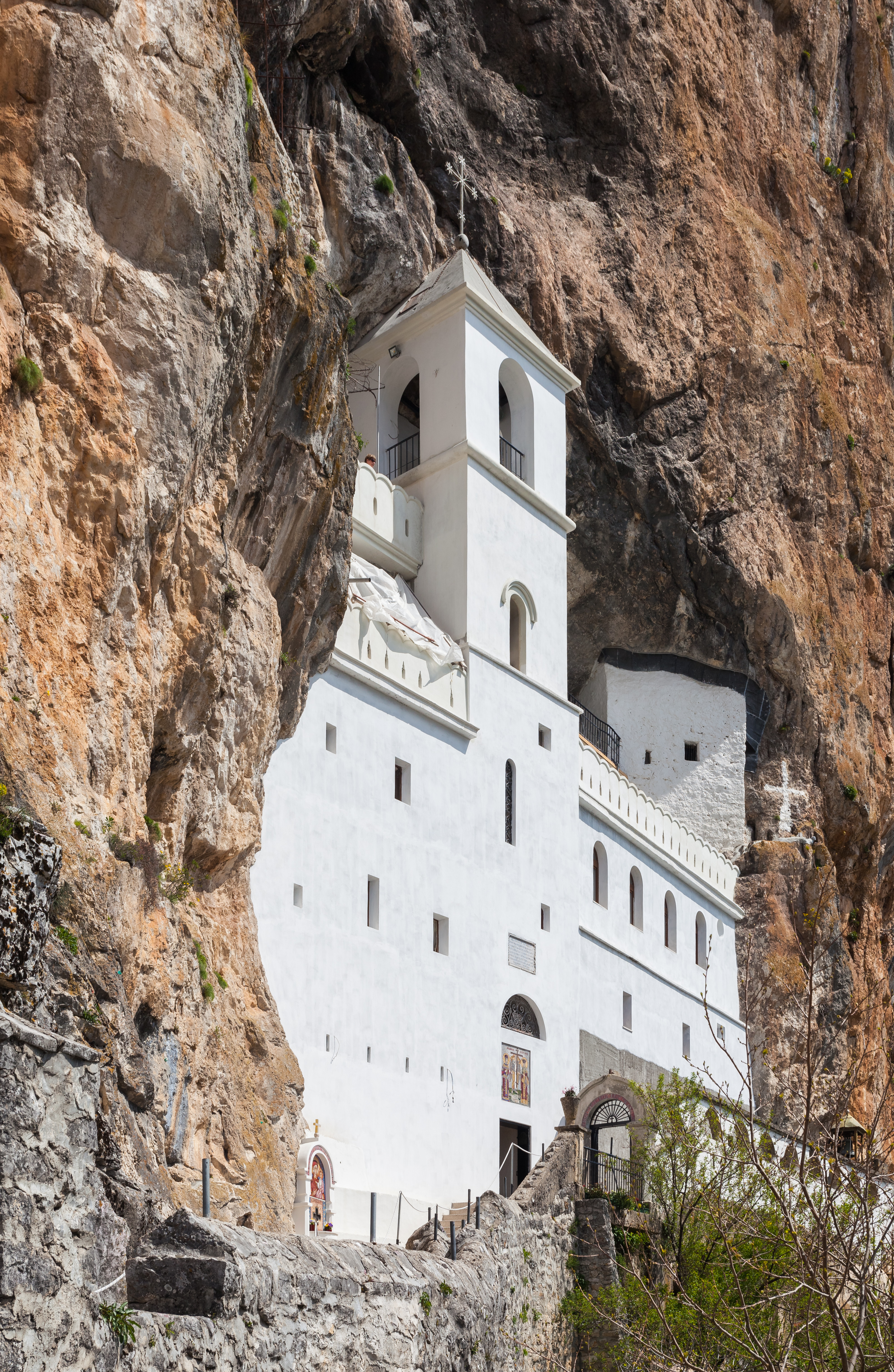
Kloster Ostrog

Das Kloster Ostrog (serbisch-kyrillisch Манастир Острог) in Montenegro ist eines der bedeutendsten Klöster der serbisch-orthodoxen Kirche. Das Höhlenkloster ist ungefähr 15 Kilometer von Danilovgrad in Richtung Nikšić entfernt. Es liegt am Abhang des Prekornica-Gebirges zur Ebene des Flusses Zeta (Bjelopavlićko-Ebene).

## Geschichte
Das Kloster wurde 1656 vom Metropoliten von Hum und der Herzegowina, Vasilije Jovanović, gegründet, der bis zu seinem Tod im Jahr 1671 dort lebte. Dort wird der Körper des heiligen Vasilije aufbewahrt. Deswegen wird es jedes Jahr (mit Ausnahme der 1940er Jahre) von tausenden Gläubigen besucht.
Im Zweiten Weltkrieg hatte sich der Patriarch Gavrilo von Jugoslawien im Kloster vor den heranrückenden deutschen Besatzungstruppen versteckt gehalten. Der gerade inthronisierte König Peter II. nahm hier kurzzeitig ebenfalls Zuflucht. Doch die Mitglieder der Gestapo hatten im Jahr 1941 das Versteck aufgespürt und es in Besitz genommen. Sie fanden dort Teile des serbischen Staatsschatzes, Münzgold und Aktien im Wert von 375 Millionen Dinar sowie Nahrungsmittel und die Königsuniform.